# Дан заљубљених
Дан Светог Валентина, познатији као Дан заљубљених, у западној варијанти и Валентиново, празник је који се прославља 14. фебруара сваке године. Посредно или непосредно га обележава велики број људи широм света, иако је овај дан обично радан. Дан заљубљених је данас секуларан, док је, у данашњем облику, изворно у питању празник Протестантске и Римокатоличке цркве.
Сем западних, овај дан обележава и Православна црква, али пола године касније, 12. августа. Светац којег православци славе 14. фебруара по грегоријанском, односно 1. по јулијанском календару, јесте Свети Трифун, заштитник винове лозе, те виноградарства и вина. Тај празник се назива Тривундан.
Прослава Валентинова (дана) у почетку је била намењена неколицини истоимених ранохришћанских светаца. Најпознатија мартирологија (начин на који неко постаје светац-мученик) Валентина јесте та да је погубљен јер је венчавао војнике, што је тадашњи римски цар Клаудије II строго забранио, сматрајући да су ожењени мушкарци лоши војници. Према веровању, док је одлазио да му одрубе главу, Валентин је слепој тамничаревој ћерки послао писмо са жутим шафраном у знак захвалности за указану пажњу. Било је потписано „од твог Валентина”.
Дан Светог Валентина је први пут са романтичном љубављу повезан у четрнаестом веку у круговима блиским Џефрију Чосеру, енглеском песнику позног средњег века. У то време, међу угледним људима била је популарна отмена љубав. До петнаестог века, ова пракса је прерасла у то да заљубљени своју љубав исказују цвећем, слаткишима и честиткама. Савремена обележја Дана заљубљених су црвени срцолики поклони, голубице и играчке или фигуре у облику Купидона (староримског бога страсне љубави). Још од деветнаестог века, руком писаним честиткама место на тржишту одузимају масовно произведене честитке.